# Fien Troch
Fien Troch (nacido en 1978, en Londerzeel ) es una directora de cine, productora y guionista belga.

## Carrera
Tras licenciarse en la academia de arte Sint-Lukas de Bruselas en 2000, consiguió varias nominaciones y premios en la carrera que había elegido.
Su primer largometraje, Someone Else's happiness, es una película de drama psicológico que trata de cómo un fatal accidente de coche afecta a un pequeño pueblo de Flanders.
Además, en 2005, en el Festival de Salónica, ganó el Alexander de Oro y un premio al Mejor Guion. En la 62° edición del Festival de Cine de Turín también obtuvo el premio a la Mejor Actriz.Su segunda película, Unspoken, narra las secuelas de la desaparición de una niña. La película recibió el Premio André Cavens a la Mejor Película de la Asociación Belga de Críticos de Cine. Su película Kid, de 2012, fue nominada a dos Premios Magritte.Por su película Home, Troch ganó en 2016 el premio a la mejor directora en la sección Horizontes de la 73° edición del Festival Internacional de Cine de Venecia.

## Vida personal
Troch está casada con el escritor y editor Nico Leunen. Ellos tienen dos niños juntos.

## Filmografía
- Someone Else's Happiness (2005)
- Unspoken (2008)
- Kid (2012)
- Home (2016)
- Holly (2023)